# دوچرخه‌سواری بی‌ام‌اکس

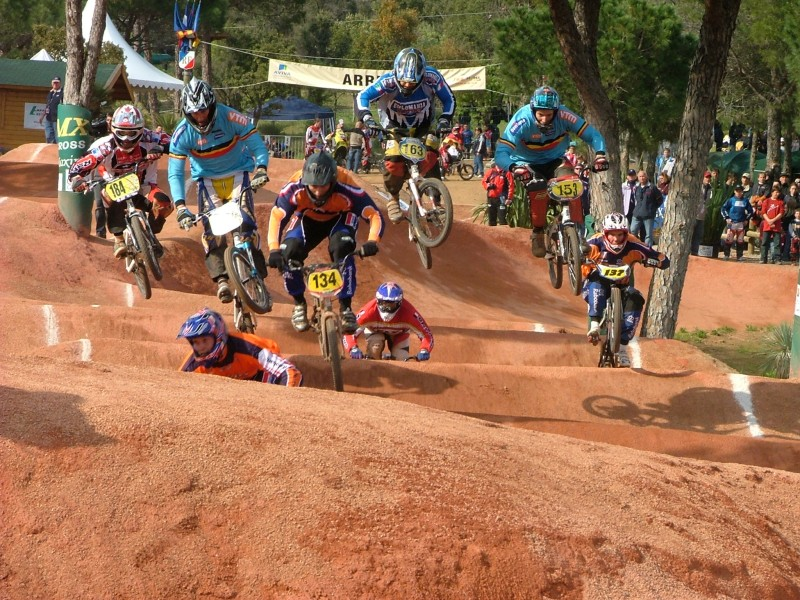

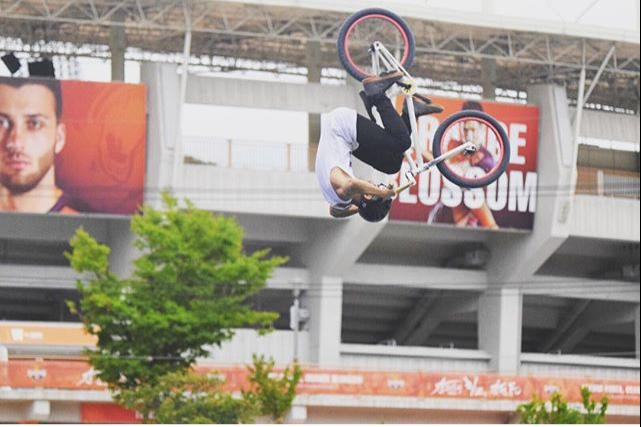

دوچرخه‌سواری بی‌ام‌اکس (به انگلیسی: BMX racing) از رشته‌های ورزش دوچرخه‌سواری است. این ورزش با استفاده از دوچرخه در یک مسیر بسته با مسافت ۳۵۰ متر برگزار می‌شود.
این مسابقه که معمولاً با هشت دوچرخه‌سوار برگزار می‌شود در یک سطح شیب‌دار با ارتفاع ۴٫۶ متر تا ۵ متر که مسیری ناهموار دارد انجام می‌شود، در هر دور ۴ دوچرخه‌سوار برتر به مرحله بالاتر صعود می‌کند.
مسابقات بی‌ام‌اکس در دو بخش سوپر کراس و آزاد برگزار می‌شود، در بخش مسابقات آزاد حرکات نمایشی نیز در نمره‌دهی داوران تأثیر دارد.
این ورزش در اواخر دهه ۱۹۶۰ و در دهه ۱۹۷۰ میلادی در کشور آمریکا شکل گرفته و در ۱۹۸۰ به صورت مدرن درآمده است، این ورزش هم‌اکنون در مسابقات المپیک برگزار می‌شود.